# Pseudocrenilabrus multicolor
Espèce
Synonymes
Statut de conservation UICN

 LC  : Préoccupation mineure
Pseudocrenilabrus multicolor ou Pseudocrenilabrus multicolor multicolor regroupe cette dernière et une sous-espèce Pseudocrenilabrus multicolor victoriae de poisson d'eau douce de la famille des cichlidae endémique de Afrique.

## Espèce et sous espèces
- Pseudocrenilabrus multicolor multicolor
- Pseudocrenilabrus multicolor victoriae

## Taille
Cette espèce mesure adulte une taille maximal avoisinant les 8 centimètres, parfois un peu plus en aquarium pour les plus vieux spécimens. Les femelles reste plus petites environ 5 cm.

## Dimorphisme
Les sexes de cette espèce de cichlidae est comme beaucoup, très simplement différenciable. En effet, les mâles sont notamment nettement plus colorés et de plus grande taille. Les femelles restent donc plus petite et possède un fond de coloration terne, brun/grise/argenté.

## Reproduction
Cette espèce est incubatrice buccale maternelle, les femelles gardent les œufs, larves et tout jeunes alevins entre 15 jours et 3 semaines protéger dans leur gueule. Les mâles peuvent se montrer très insistants dès les premières maturités sexuelles des femelles, et ses dernières très précoces aussi par rapport à leur taille. Il est bon de laisser les femelles atteindre une certaine taille avant de les laisser évoluer pleinement avec les mâles. Il préférable également de maintenir cette espèce en groupes de plusieurs individus, de manière à diviser l'agressivité d'un mâle dominant sur plusieurs individus. L'insistance des mâles pour la reproduction peut être tel en aquarium, qu'il est aussi parfois nécessaire de nourrir séparément du communautaire, une semaine à une quinzaine les femelles après une gestation (entre chaque gestation).